# داريل باورز
داريل باورز (بالإنجليزية: Darrell Powers)‏ هو عسكري أمريكي، ولد في 13 مارس 1923 في كلينتشوك في الولايات المتحدة، وتوفي بنفس المكان في 17 يونيو 2009 بسبب سرطان الرئة.